# Caloptilia tmetica
Caloptilia tmetica är en fjärilsart som beskrevs av Diakonoff 1955. Caloptilia tmetica ingår i släktet Caloptilia och familjen styltmalar.
Artens utbredningsområde är Papua Nya Guinea. Inga underarter finns listade i Catalogue of Life.